# یواس‌اس اولدندورف (دی‌دی-۹۷۲)
یواس‌اس اولدندورف (دی‌دی-۹۷۲) (به انگلیسی: USS Oldendorf (DD-972)) یک کشتی بود که طول آن 529 ft (161 m) waterline; 563 ft (172 m) overall بود. این کشتی در سال ۱۹۷۵ ساخته شد.